# F. Antonio Rizzuto
F. Antonio Rizzuto (Nocera Terinese, provincia de Catanzaro, Calabria, Italia, 1883 - Buenos Aires, Argentina, 31 de marzo de 1965 ) fue un periodista y empresario cuyo nombre completo era Francisco Antonio Rizzuto que desarrolló su actividad en Argentina, primero con la agencia de informes comerciales Veritas y después con una revista del mismo nombre . Estaba casado con Catalina Cuda con quien tuvo seis hijos.

## Actividad profesional
Emigró en 1889 a la Argentina y en 1919 creó la agencia de informes comerciales Veritas. Cabe recordar que en 1914 se había producido la mayor recesión de la economía argentina, afectada por los factores externos. Ese año el monto de los pasivos alcanzó los 440 millones de pesos, duplicando los valores del año anterior.

### La agencia Veritas
La alta cifra de quebrantos mercantiles habría afectado también el desarrollo de los mecanismos de información crediticia. La estrategia de Rizzuto fue diferenciarse de las empresas similares ya existentes modelándola, según decía, sobre la base de la verdad, la confianza y el honor.
La supervivencia su empresa se basó en su eficacia en la prestación del servicio y en la diferenciación lograda respecto de sus competidoras. En un aviso publicitario Veritas resumía los elementos con que contaba: “un digno archivo, un servicio rápido, una organización mundial y una eficiente colaboración”. La empresa afrontó dificultades para desarrollarse en la década de 1920 pero en la siguiente ya estaba afianzada.
En 1931 Rizzuto fundó la revista Veritas, pensada como extensión de su labor informativa y como “cátedra de doctrina en sus artículos de fondo y un vehículo responsable para la difusión de informaciones económicas, culturales, científicas, tecnológicas y de utilidad general”.
Rizzuto afirmaba que la estrategia de la agencia Veritas fue diseñar un sistema propio de “perpetua actualidad” para obtener datos certeros sobre la moralidad y capacidad productora de los investigados. 
El servicio se financiaba mediante abonos que se vendían por adelantado y con una validez de 360 días durante los cuales las empresas abonadas podían solicitar los informes comerciales utilizando un talonario que se les entregaba. El precio era uniforme, cualquiera fuera la extensión o variedad de datos contenidos en el informe.
En principio, Veritas no utilizaba planillas proforma completadas por sus informantes, como era usual en la competencia. Recibida una solicitud se determinaba si el mismo se refería a una empresa ya registrada en la agencia y luego se decidía cómo se elaboraría el informe, ya que la información se recolectaba en distintas fuentes: referencias bancarias y comerciales, consulta a informantes y envío de un corresponsal.
Finalizada la investigación y recolección de datos, otra oficina los revisaba y enviaba a los redactores que los plasmaban en un texto claro, sintetizando las referencias de los antecedentes, los envíos de los corresponsales con nuevos datos, las manifestaciones de bienes y los recortes de la prensa. 
Un elemento para cuidar la confidencialidad era la separación de la oficina de recepción de los pedidos y las que lo producían. Por otra parte, los abonados figuraban con seudónimos anotados en un fichero al que sólo tenían acceso el gerente y el director (padre e hijo, respectivamente). 
El procedimiento conforme al cual la persona que realizaba la recopilación de datos no redactaba el informe –a diferencia de lo usual en otras agencias donde lo hacía una misma persona- buscaba generar un informe más técnico e impersonal.
Además de los informantes, Veritas tenía empleados que revisaban la prensa de todo el país, las revistas mercantiles, industriales y bancarias, y los boletines oficiales y judiciales, para localizar noticias que completaran la información sobre una persona o firma que actuaba en los círculos comerciales del país. 
Para 1934 Veritas tenía en su archivo 360.000 expedientes de empresas existentes, y además de 18 informantes en la Capital Federal tenía 3.800 corresponsales en el interior del país, algunos de los cuales eran comerciantes que practicaban el intercambio de información entre empresas, y en el exterior la agencia contaba con convenios con entidades análogas para informarse sobre firmas con sede en el exterior. A principios de la década de 1940 estos acuerdos abarcaban 49 agencias, la mayoría de los Estados Unidos y Europa.
El redactor no sabía el nombre del cliente que había encargado el informe. Lo entregaba en la gerencia donde los ponían en sobres a enviar a los clientes.

### Participación en otras entidades
En 1946 Rizzuto creó el Instituto Americano de Investigaciones Económicas, Jurídicas y Sociales, en 1949 proyectó la Asociación de la Prensa Técnica Argentina (APTA), de la que fue presidente y en 1960 fundó la Liga Pro Comportamiento Humano, una entidad sin fines de lucro cuyo fin es promover la solidaridad social y a favor de los principios morales relativos a la urbanidad, las buenas costumbres y la dignidad y respeto del hombre. También escribió varias obras, entre ellas, Educación para el comportamiento humano y Relaciones humanas y relaciones públicas, que aún hoy se cita en trabajos actualizados, "Decálogo del gobernante", difundido desde hace varios años por la Liga Pro Comportamiento Humano. 
F. Antonio Rizzuto falleció en Buenos Aires el 31 de marzo de 1965. Varias escuelas y plazas del país llevan su nombre. La Agencia Veritas continuó a cargo de sus tres hijos, Juan Noé, Antonio y Josué Rizutto hasta que fue vendida.